# Harold Robinson
Harold Robinson   (Houston, 29 de juliol de 1952) és un contrabaix clàssic estatunidenc. Actualment és el baixista principal de lOrquestra de Filadèlfia.

## Adolescència i educació
Robinson va néixer a Houston, Texas, fill de Keith Robinson i Dorothe Fowler. Tots dos pares eren membres de lOrquestra Simfònica de Houston: el seu pare era el baixista principal i la seva mare era violinista. Hal i els seus quatre germans-els violoncel·listes Sharon i Keith, Jr., i els violinistes Erica i Kim - es van convertir en intèrprets de corda professionals amb una notable carrera.
Robinson es va graduar a l'escola secundària Robert E. Lee de Houston i va estudiar baix a la "Northwestern University" i al "Peabody Institute". Entre els seus destacats professors hi ha Warren Benfield (Chicago Symphony) i Paul Ellison (Houston Symphony).

## Carrera musical
Del 1975 al 1977 va ocupar el càrrec de contrabaix principal de lAlbuquerque Symphony (actual Orquestra Simfònica de Nou Mèxic) i va tocar a l'Orquestra de l'Òpera de Santa Fe. El 1977 es va convertir en ajudant de contrabaix principal de lOrquestra Simfònica de Houston. Durant aquest temps va estar a la facultat de música de la Universitat de Houston. El 1982, Robinson va ser guardonat a la competició en solitari de l'illa de Man.
 El 1985 va ser nomenat per Mstislav Rostropovich al càrrec de contrabaix principal de l'Orquestra Simfònica Nacional, on va actuar fins al 1995, quan va assumir els seus càrrecs actuals com a contrabaix principal de l'Orquestra de Filadèlfia i membre de la facultat del "Curtis Institute of Music.

## Actuacions en solitari
Robinson ha actuat com a solista amb l'Orquestra de Cambra Americana, l'Orquestra Simfònica de Greenville (Carolina del Sud), l'Orquestra Houston Pops, l'Orquestra Simfònica de Houston, l'Orquestra Simfònica Nacional, la Filharmònica de Nova York, l'Orquestra de Filadèlfia i la Filharmònica de Rhode Island. Ha impartit classes magistrals a diversos països en les que ha tingut alumnes com Alexander Hanna. El concert per a baix, arpa i corda va ser compost expressament per a Robinson pel compositor i company de baix Dave Anderson i va ser estrenat per Robinson amb l'Orquestra de Filadèlfia.